# Sébastien Crétinoir
Sébastien Crétinoir est un footballeur français, international martiniquais, né le 12 février 1986 en Martinique. Il évolue au poste de défenseur avec le Racing club de Saint-Joseph en R1 Martinique et avec la sélection de la Martinique.

## Biographie

### Carrière internationale
Sébastien Crétinoir dispute deux matchs avec la sélection de la Martinique en 2004 à seulement 18 ans. Il n'est pas rappelé jusqu'au 30 mai 2010 et un match amical contre Grenade. Dans la foulée, il dispute et remporte la Coupe de l'Outre-Mer 2010 puis participe à la Coupe caribéenne des nations 2010 en Martinique lors de la Coupe caribéenne des nations 2014 il réduit l'écart a 2-3 pour la sélection de la Martinique face à 
Saint-Vincent-et-les-Grenadines

## Palmarès
- Vainqueur de la Coupe de l'Outre-Mer en 2010
- Champion de la Martinique en 2011
- Vainqueur du Trophée des clubs champions des Antilles-Guyane en 2011
- Vainqueur de la Ligue Antilles en 2012
- Champion de Martinique en 2015
- Champion de Martinique en 2016
- Vainqueur de la Coupe de Martinique 2016
- Vainqueur de la ligue Antilles 2017
- Vainqueur de la ligue Antilles 2018